# Mekit
Mekit, tidigare stavat Maikaiti, är ett härad som lyder under prefekturen Kashgar i Xinjiang-regionen i nordvästra Kina. Det ligger omkring 1 000 kilometer sydväst om regionhuvudstaden Ürümqi.